# Stanislav Becík
Stanislav Becík (* 25. května 1952, Nitra, Československo) je slovenský politik, v letech 2008–2009 ministr zemědělství Slovenska. Je členem strany ĽS-HZDS.

## Život
V roce 1982 zakončil studia na Agronomické fakultě Vysoké školy zemědělské v Nitře. Roku 2004 na té samé škole obhájil titul PhD. a v roce 2007 se habilitoval na docenta.
Od roku 1973 do roku 2008 (kdy byl jmenován do funkce ministra) působil ve sdružení agropodnikatelů, družstvo Dvory nad Žitavou. Zpočátku pracoval jako dělník, později se propracoval do funkce hlavního zootechnika. V roce 1988 se stal předsedou družstva, roku 1998 předsedou Regionální zemědělské a potravinářské komory Nové Zámky, a roku 2000 předsedou představenstva Slovenské zemědělské a potravinářské komory v Bratislavě.
Dne 18. října 2008 byl jmenován do funkce ministr zemědělství Slovenska v první vládě Roberta Fica. 16. září 2009 z funkce odstoupil. Důvodem jeho odvolání měl být spor o vliv jeho strany ĽS-HZDS na chod podniku "Lesy SR"
Jeho bratrem byl Dušan Becík, slovenský horolezec a cvičitel. Jeho synem je politik Branislav Becík.